# 在郷町
在郷町（ざいごうまち）は、日本の都市の形態のひとつ。日本において中世から近世の時代に、農村部などで、中心となる施設がなく、商品生産の発展に伴って発生した町・集落。 在町（ざいまち）、郷町（ごうまち）、在方町（ざいかたまち）などとも呼ばれる。

## 概要
「在郷（ざいごう、ざいきょう）」とは、「田舎」「農村部」を意味する。つまり在郷町とは、農村の中に形成された町場を意味する。
主要な街道・水運航路が通る農村においては、その街道沿いに形成されている場合もある。
城郭や藩庁などを中心に栄えた城下町や陣屋町、宿場中心に形成された宿場町、寺社を中心に形成された門前町などと決定的に違うのは、町の中心となる施設（城郭・陣屋・大きな宿場・港・有力寺社など）がないことで、前述の町などまで距離がある農村部において自然発生的にできたものである。
ただし、陣屋・宿場・港・寺社があり、それを中心にした町場であっても、規模が極めて小規模な場合は在郷町に含まれることもある。
城下町などと違い、商工業者のほかに農民が多く在住していることや、都市と農村の性格を併せ持つことも特徴である。 城下町などの町などに対し、「地方都市」的な位置づけである。
こうした在郷町の発達には近世期の農村部（在方）における生業の変化があり、近世に農村では米麦栽培のほか養蚕、煙草など商品作物の生産、農閑期の行商や諸商職業の兼任など農間余業の発達による生業の多様化があり、在郷町はこうした生業の変化も要因のひとつとして成立したと考えられている。
また下町と呼ばれる範疇に含まれるものもあり、現代において在郷町を起源とする地区の中には、現代の下町と呼べるような庶民的な町も多い。